# Alexander Doom
Alexander Doom (ur. 25 kwietnia 1997 w Roeselare) – belgijski lekkoatleta sprinter, halowy mistrz świata i Europy.
Specjalizuje się w biegu na 400 metrów. Wystąpił na igrzyskach olimpijskich w 2020 w Tokio, gdzie zajął 4. miejsce w sztafecie 4 × 400 metrów i 5. miejsce w sztafecie mieszanej 4 × 400 metrów (w tej drugiej konkurencji startował tylko w biegu eliminacyjnym).
Zwyciężył w sztafecie 4 × 400 metrów na halowych mistrzostwach świata w 2022 w Belgradzie, zdobył brązowy medal w konkurencji na mistrzostwach świata w 2022 w Eugene, srebrny medal na mistrzostwach Europy w 2022 w Monachium i złote medale na halowych mistrzostwach Europy w 2023 w Stambule oraz na halowych mistrzostwach świata w 2024 w Glasgow (bieg na 400 metrów i sztafeta 4 × 400 metrów). Wywalczył dwa złote medale na mistrzostwach Europy w Rzymie, w konkurencji biegu na 400 metrów oraz biegu sztafet 4 × 400 metrów.
Zdobył mistrzostwo Belgii w biegu na 400 metrów w 2021 i 2022, a w hali w 2017, 2020 i 2021–2023.
Jest aktualnym (listopad 2024) rekordzistą Belgii:
- w biegu na 400 metrów z czasem 44,15 uzyskanym 10 czerwca 2024 w Rzymie,
- w biegu na 400 metrów w hali z czasem 45,25 uzyskanym 2 marca 2024 w Glasgow,
- w sztafecie mieszanej 4 × 400 metrów z czasem 3:09,36 uzyskanym 3 sierpnia 2024 w Paryżu[8].

## Osiągnięcia
| Rok  | Impreza                                  | Miejsce     | Konkurencja                 | Pozycja    | Wynik           |
| ---- | ---------------------------------------- | ----------- | --------------------------- | ---------- | --------------- |
| 2013 | Olimpijski festiwal młodzieży Europy     | Utrecht     | bieg na 400 m               | 1. miejsce | 47,93           |
| 2015 | Mistrzostwa Europy juniorów              | Eskilstuna  | sztafeta 4 × 400 m          | 5. miejsce | 3:14,12         |
| 2016 | Mistrzostwa świata juniorów              | Bydgoszcz   | sztafeta 4 × 400 m          | eliminacje | 3:10,78         |
| 2017 | Młodzieżowe mistrzostwa Europy           | Bydgoszcz   | bieg na 400 m               | eliminacje | 48,52           |
| 2017 | Młodzieżowe mistrzostwa Europy           | Bydgoszcz   | sztafeta 4 × 400 m          | 5. miejsce | 3:06,45         |
| 2019 | Młodzieżowe mistrzostwa Europy           | Gävle       | bieg na 400 m               | półfinał   | DQ              |
| 2019 | Młodzieżowe mistrzostwa Europy           | Gävle       | sztafeta 4 × 400 m          | –          | DQ              |
| 2019 | I liga drużynowych mistrzostw Europy     | Sandnes     | sztafeta 4 × 400 m          | 4. miejsce | 3:08,96         |
| 2021 | Halowe mistrzostwa Europy                | Toruń       | bieg na 400 m               | eliminacje | 47,18           |
| 2021 | Halowe mistrzostwa Europy                | Toruń       | sztafeta 4 × 400 m          | 4. miejsce | 3:06,96         |
| 2021 | I liga drużynowych mistrzostw Europy     | Kluż-Napoka | bieg na 400 m               | 2. miejsce | 46,08           |
| 2021 | I liga drużynowych mistrzostw Europy     | Kluż-Napoka | sztafeta 4 × 400 m          | 6. miejsce | 3:08,09         |
| 2021 | Igrzyska olimpijskie                     | Tokio       | sztafeta 4 × 400 m          | 4. miejsce | 2:57,88         |
| 2021 | Igrzyska olimpijskie                     | Tokio       | sztafeta mieszana 4 × 400 m | 5. miejsce | 3:11,51 (elim.) |
| 2022 | Halowe mistrzostwa świata                | Belgrad     | sztafeta 4 × 400 m          | 1. miejsce | 3:06,52         |
| 2022 | Mistrzostwa świata                       | Eugene      | bieg na 400 m               | półfinał   | 45,80           |
| 2022 | Mistrzostwa świata                       | Eugene      | sztafeta 4 × 400 m          | 3. miejsce | 2:58,72         |
| 2022 | Mistrzostwa świata                       | Eugene      | sztafeta mieszana 4 × 400 m | eliminacje | 3:16,01         |
| 2022 | Mistrzostwa Europy                       | Monachium   | bieg na 400 m               | półfinał   | 45,77           |
| 2022 | Mistrzostwa Europy                       | Monachium   | sztafeta 4 × 400 m          | 2. miejsce | 2:59,48         |
| 2023 | Halowe mistrzostwa Europy                | Stambuł     | bieg na 400 m               | –          | DNS             |
| 2023 | Halowe mistrzostwa Europy                | Stambuł     | sztafeta 4 × 400 m          | 1. miejsce | 3:05,83         |
| 2023 | Mistrzostwa świata                       | Budapeszt   | bieg na 400 m               | półfinał   | 45,57           |
| 2023 | Mistrzostwa świata                       | Budapeszt   | sztafeta 4 × 400 m          | eliminacje | 3:00,33         |
| 2024 | Halowe mistrzostwa świata                | Glasgow     | bieg na 400 m               | 1. miejsce | 45,25           |
| 2024 | Halowe mistrzostwa świata                | Glasgow     | sztafeta 4 × 400 m          | 1. miejsce | 3:02,54         |
| 2024 | World Athletics Relays                   | Nassau      | sztafeta 4 × 400 m          | 3. miejsce | 3:01,16         |
| 2024 | Mistrzostwa Europy                       | Rzym        | bieg na 400 m               | 1. miejsce | 44,15           |
| 2024 | Mistrzostwa Europy                       | Rzym        | sztafeta 4 × 400 m          | 1. miejsce | 2:59,84         |
| 2024 | Mistrzostwa Europy                       | Rzym        | sztafeta mieszana 4 × 400 m | 4. miejsce | 3:11,03         |
| 2024 | Igrzyska olimpijskie                     | Paryż       | bieg na 400 m               | półfinał   | 1:55,10         |
| 2024 | Igrzyska olimpijskie                     | Paryż       | sztafeta mieszana 4 × 400 m | 4. miejsce | 3:09,36         |
| 2025 | World Athletics Relays                   | Kanton      | sztafeta 4 × 400 m          | 2. miejsce | 2:58,19         |
| 2025 | II dywizja drużynowych mistrzostw Europy | Maribor     | bieg na 400 m               | 1. miejsce | 44,66           |

## Rekordy życiowe
- bieg na 200 metrów – 20,89 (12 maja 2024, Nieuwpoort)
- bieg na 200 metrów (hala) – 22,10 (29 stycznia 2017, Gandawa)
- bieg na 400 metrów – 44,15 (10 czerwca 2024, Rzym)
- bieg na 400 metrów (hala) – 45,25 (2 marca 2024, Glasgow)